# Frans af Assisis bøn
Frans af Assisis fredsbøn er en romersk-katolsk kristen bøn. Bønnen blev tilskrevet den hellige Frans af Assisi, selvom den, i sin nuværende form, ikke kan spores længere tilbage end til 1912, hvor den blev trykt i Frankrig på fransk i et lille sprirituelt tidsskrift kaldet  La Clochette (Den Lille Klokke). At den blev tilskrevet den hl. Frans skete først ved en oversættelse til engelsk i 1927. Forfatteren af den "franciskanske" fredsbøn er ukendt.

## Bønnen
Herre, gør mig til et redskab for din fred.
Lad mig bringe kærlighed, hvor had råder.
Lad mig bringe tilgivelse, hvor forurettelse råder.
Lad mig bringe enighed, hvor splid råder.
Lad mig bringe sandhed, hvor fejl råder.
Lad mig bringe tro, hvor tvivl råder.
Lad mig bringe håb, hvor fortvivlelse råder.
Lad mig bringe lys, hvor mørke råder.
Lad mig bringe glæde, hvor tristhed råder.
Herre, lad mig ikke så meget søge at blive trøstet som at trøste,
ikke så meget søge at blive forstået som at forstå,
ikke så meget søge at blive elsket som at elske.
For det er ved at give, man får.
Det er ved at glemme sig selv, man finder sig selv.
Det er ved at tilgive, man finder tilgivelse.
Det er ved at dø, man opstår til evigt liv.

## Andre henvisninger
- Solsangen (Skabningernes lovsang digtet af Frans af Assisi)